# Азербејџан на Светском првенству у атлетици на отвореном 2013.
Азербејџан је учествовао на Светском првенству у атлетици на отвореном 2013. одржаном у Москви од 10. до 18. августа једанаести пут, односно учествовао је под данашњим именом на свим првенствима од 1993. до данас. Репрезентацију Азербејџан представљала су двојица атлетичара који су се такмичили у две дисциплине.
На овом првенству Азербејџан није освојио ниједну медаљу. Није било нових националних, личних и рекорда сезоне.

## Учесници
Мушкарци:
- Тилахун Алијев — Маратон
- Дмитриј Маршин — Бацање кладива

## Резултати

### Мушкарци
| Атлетичар      | Дисциплина     | Лични рекорд | Квалификације | Квалификације | Финале               | Финале       | Детаљи                                     |
| Атлетичар      | Дисциплина     | Лични рекорд | Резултат      | Место         | Резултат             | Место        | Детаљи                                     |
| -------------- | -------------- | ------------ | ------------- | ------------- | -------------------- | ------------ | ------------------------------------------ |
| Тилахун Алијев | Маратон        | 2:11:22 НР   |               |               | 2:23:32              | 38 / 51 (70) | Архивирано на веб-сајту (15. јул 2018)     |
| Дмитриј Маршин | Бацање кладива | 79,56 НР     | 72,43         | 12 у гр Б     | Није се квалификовао | 20 / 27 (29) | Архивирано на веб-сајту (28. октобар 2013) |